# 상상더하기
《상상더하기》는 2004년 11월 2일부터 2010년 1월 26일까지 방송되었던 예능 프로그램이다.

## 역대 시즌

### 1기
2004년 11월 2일에 〈상상플러스〉라는 제목으로 첫 방송되었다. 초창기에는 탁재훈, 이휘재, 최성국, 김종국, 김동윤, 지상렬 등이 진행하였으며, 이후 토니 안, 천명훈, 타블로, 화요비 등이 번갈아 가며 출연하였다. 이후 탁재훈, 이휘재, 신정환 3명과 타블로 및 이켠 등 1명의 객원MC까지 4명의 MC체제가 되었다. 이 당시에는 스타를 초대해 이야기를 나누는 단순한 연예인 토크쇼 〈스타플러스〉에 댓글이라는 시청자 참여를 도입한 게 전부였으며, 부가적으로 〈별명〉과 〈덧글〉 코너가 있었다. 한편, 해당 프로그램이 신설되면서 이 시간에 방송된 대한민국 1교시는 2004년 11월 6일부터 매주 토요일 오후 5시 50분으로 옮겨갔다.
2005년 5월 10일 27회부터 세대간의 언어차이를 극복하자는 취지의 코너로〈세대공감 OLD & NEW〉가 시작되었으며, 노현정 아나운서가 1대 안방마님으로 등장하였다. 이 〈세대공감 OLD & NEW〉코너가 큰 인기를 얻으면서 2005년 12월 6일 57회부터 토크쇼였던 스타플러스가 사실상 폐지되고 〈세대공감 OLD & NEW〉에 토크쇼를 통합한 형태로 변경되었다.
〈세대공감 OLD & NEW〉의 MC 중에서 이병진은 52회를 끝으로 하차하였으며, 신정환은 55회부터 67회까지 도박사건으로 상상플러스에 나오지 못하다가 68회에 복귀하였으며, 동시에 신정환의 대타로 출연하던 정형돈이 새 MC로 정식 합류하여 이 때부터 시즌2의 초창기를 제외하고 여성 아나운서 1명, 남성 고정 4MC 체제가 시즌2 종료시까지 지속되었다. 노현정 前 아나운서 특유의 무뚝뚝함과, 4MC 및 게스트들의 유쾌한 말솜씨, 그리고 애초 취지였던 세대간의 언어차이를 조금이라도 좁혀보자는 그 의미가 시청자들에게 전달되어, 예능 프로그램 중에서는 상당히 높은 시청률을 기록하며 큰 인기를 끌었다. 2006년 1월 31일 63회에서는 영화배우 김수로가 방송에서 꼭짓점 댄스를 선보여 2006년 FIFA 월드컵 때까지 큰 열풍을 불러 일으키기도 했다.
2006년 9월 5일 94회를 마지막으로 노현정 前 아나운서가 결혼을 이유로 KBS를 퇴사하면서 프로그램에서도 동시에 하차했다. 이에 따라 KBS 2TV의 KBS 8 뉴스타임을 맡고 있던 백승주(29기) 아나운서가 2대 안방마님으로 영입되었다. 이후 127회부터 2007년 봄 개편에 따라 2006년 8월 1일 89회에서 노현정 대신 임시로 진행을 맡은 경험이 있던 최송현(32기) 아나운서가 3대 안방마님으로 발탁되었고, 동시에 정형돈은 녹화 요일이 같았던 MBC 무한도전에 전념하기 위해 하차하면서 정형돈의 빈 자리는 유세윤이 채우게 되었다.
그러다가 오래 방영되면서 식상하다는 지적을 받은〈세대공감 OLD & NEW〉는 2007년 추석이 지난 뒤에 소리소문없이 폐지되었고, 이후 〈책 읽어주는 남자〉, 〈놀이의 탄생〉코너가 방송되었지만 〈세대공감 OLD & NEW〉만큼의 인기를 얻지는 못하였다. 이후 2008년 4월 1일 175회에 상상플러스 스페셜이란 방송을 마지막으로 1기가 종료되면서 이와 동시에 최송현(32기) 아나운서, 이휘재, 유세윤이 하차하였다. 한편 최송현 아나운서는 상상플러스에서 하차한 지 불과 두 달, 한국방송공사에 입사한 지 겨우 2년 반도 지나지 않은 시점이었던 2008년 6월 초에 KBS를 퇴사하게 된다.

### 코너
- 스타플러스(1회 ~ 56회) : 초대된 스타와 함께 이야기를 나누는 토크쇼 형식의 코너였다. 시청자들이 응모하는 스타 닮은 꼴 찾기 등을 했다.
- 글 하우스 (1회 ~ 24회)
- 상상극장 (1회 ~ 7회)
- 역사속의 답변 한마디 (3회 ~ 7회)
- 세대공감 OLD & NEW(27회 ~ 147회) : 초창기에는 10대들의 인터넷 유행어와 요즘은 잘 쓰이지 않는 어른들의 말을 번갈아 가면서 하였으나, 이후 신조어에 대한 방송이 부정적이라는 여론 이후 어른들의 말들 위주로 맞히는 코너가 되었다.
- 책 읽어주는 남자 (149회 ~ 159회)
- 놀이의 탄생 (160회 ~ 174회)

### 세대공감 OLD & NEW

#### 게임 방식
- 1단계 힌트 : 이 말을 모르는 10대들의 답안지 혹은 어른들의 답안지 4개를 보여준다
- 2단계 힌트 : 이 말을 사용하는 10대들의 말 혹은 어른들의 말을 예문으로 나간다.
- 특별힌트 : 1단계 힌트와 동일하며 결정적인 답을 알 수 있는 힌트이다.
- 답을 말하는 방법 : 다른 사람이 듣지 않도록 깔때기로 작게 말한다. 틀리면 깔때기로 머리를 맞는다.
- 전화찬스 : 게스트에게만 주어지는 기회로 가까운 연예인 친구분한테 전화를 걸어 1단계 힌트를 알려준 다음 정답을 알면 바로 문자를 보낼수 있다 (58회~126회)[4]

#### 역대 단어
| 회차        | 연도   | 방송일    | 패널                               | 게스트                             | 정답 단어         | 비고                       | 진행자                   |
| ----------- | ------ | --------- | ---------------------------------- | ---------------------------------- | ----------------- | -------------------------- | ------------------------ |
| 27회 (001)  | 2005년 | 5월 10일  | 이휘재,탁재훈,신정환,타블로        |                                    | 열공              | 첫회                       | 노현정 前 아나운서       |
| 28회 (002)  | 2005년 | 5월 17일  | 이휘재,탁재훈,신정환,타블로        |                                    | 주전부리          |                            | 노현정 前 아나운서       |
| 29회 (003)  | 2005년 | 5월 24일  | 이휘재,탁재훈,신정환,타블로        | 이켠,이병진                        | 회수권            | 타블로 하차                | 노현정 前 아나운서       |
| 30회 (004)  | 2005년 | 5월 31일  | 이휘재,탁재훈,신정환,이병진        |                                    | 지대              | 이병진 투입                | 노현정 前 아나운서       |
| 31회 (005)  | 2005년 | 6월 7일   | 이휘재,탁재훈,신정환,이병진        |                                    | 터울              |                            | 노현정 前 아나운서       |
| 32회 (006)  | 2005년 | 6월 14일  | 이휘재,탁재훈,신정환,이병진        |                                    | 지름신            |                            | 노현정 前 아나운서       |
| 33회 (007)  | 2005년 | 6월 21일  | 이휘재,탁재훈,신정환,이병진        |                                    | 마수걸이          |                            | 노현정 前 아나운서       |
| 34회 (008)  | 2005년 | 6월 28일  | 이휘재,탁재훈,신정환,이병진        |                                    | 불펌              |                            | 노현정 前 아나운서       |
| 35회 (009)  | 2005년 | 7월 5일   | 이휘재,탁재훈,신정환,이병진        |                                    | 넝마주이          |                            | 노현정 前 아나운서       |
| 36회 (010)  | 2005년 | 7월 12일  | 이휘재,탁재훈,신정환,이병진        |                                    | 부지깽이          |                            | 노현정 前 아나운서       |
| 37회 (011)  | 2005년 | 7월 19일  | 이휘재,탁재훈,신정환,이병진        |                                    | 깜냥              | 납량특집 1탄               | 노현정 前 아나운서       |
| 38회 (012)  | 2005년 | 7월 26일  | 이휘재,탁재훈,신정환,이병진        | 하하                               | 자리끼            | 납량특집 2탄               | 노현정 前 아나운서       |
| 39회 (013)  | 2005년 | 8월 2일   | 이휘재,탁재훈,신정환,이병진        |                                    | 출첵              |                            | 노현정 前 아나운서       |
| 41회 (014)  | 2005년 | 8월 16일  | 이휘재,탁재훈,신정환,이병진        | 토니안                             | 바투              |                            | 노현정 前 아나운서       |
| 42회 (015)  | 2005년 | 8월 23일  | 이휘재,탁재훈,신정환,이병진        | 토니안                             | 도촬              |                            | 노현정 前 아나운서       |
| 43회 (016)  | 2005년 | 8월 30일  | 이휘재,탁재훈,신정환,이병진        | 토니안                             | 구들              |                            | 노현정 前 아나운서       |
| 44회 (017)  | 2005년 | 9월 6일   | 이휘재,탁재훈,신정환,이병진        |                                    | 곤죽              |                            | 노현정 前 아나운서       |
| 45회 (018)  | 2005년 | 9월 13일  | 이휘재,탁재훈,신정환,이병진        |                                    | 감질              |                            | 노현정 前 아나운서       |
| 46회 (019)  | 2005년 | 9월 20일  | 이휘재,탁재훈,신정환,이병진        |                                    | 너스레            |                            | 노현정 前 아나운서       |
| 47회 (020)  | 2005년 | 9월 27일  | 이휘재,탁재훈,신정환,이병진        |                                    | 므흣              |                            | 노현정 前 아나운서       |
| 48회 (021)  | 2005년 | 10월 4일  | 이휘재,탁재훈,신정환,이병진        |                                    | 몽니              |                            | 노현정 前 아나운서       |
| 49회 (022)  | 2005년 | 10월 11일 | 이휘재,탁재훈,신정환,이병진        |                                    | 설레발            |                            | 노현정 前 아나운서       |
| 50회 (023)  | 2005년 | 10월 18일 | 이휘재,탁재훈,신정환,이병진        |                                    | 넷심              |                            | 노현정 前 아나운서       |
| 51회 (024)  | 2005년 | 10월 25일 | 이휘재,탁재훈,신정환,이병진        | 신현준,정준호                      | 외탁              |                            | 노현정 前 아나운서       |
| 52회 (025)  | 2005년 | 11월 1일  | 이휘재,탁재훈,신정환,이병진        |                                    | 추파              | 이병진 하차                | 노현정 前 아나운서       |
| 53회 (026)  | 2005년 | 11월 8일  | 이휘재,탁재훈,신정환               | SIC                                | 데면데면          |                            | 노현정 前 아나운서       |
| 54회 (027)  | 2005년 | 11월 15일 | 이휘재,탁재훈,신정환               | SIC                                | 따따부따          | 신정환 잠시 하차           | 노현정 前 아나운서       |
| 55회 (028)  | 2005년 | 11월 22일 | 이휘재,탁재훈,정형돈               | 토니안                             | 허투루            | 정형돈 투입                | 노현정 前 아나운서       |
| 56회 (029)  | 2005년 | 11월 29일 | 이휘재,탁재훈,정형돈               | 토니안                             | 꼼수              |                            | 노현정 前 아나운서       |
| 57회 (030)  | 2005년 | 12월 6일  | 이휘재,탁재훈,정형돈               | 안재욱,김건모,임형준               | 휘뚜루마뚜루      |                            | 노현정 前 아나운서       |
| 58회 (031)  | 2005년 | 12월 13일 | 이휘재,탁재훈,정형돈               | 차태현,홍경민,김종국               | 추렴              |                            | 노현정 前 아나운서       |
| 특집        | 2005년 | 12월 20일 | 이휘재,탁재훈                      | god                                | 어깃장            |                            | 노현정 前 아나운서       |
| 59회 (032)  | 2006년 | 1월 3일   | 이휘재,탁재훈,정형돈               | 최성국,지상렬,타블로               | 쥐락펴락          |                            | 노현정 前 아나운서       |
| 60회 (033)  | 2006년 | 1월 10일  | 이휘재,탁재훈,정형돈               | 김상중,정웅인,정준호,정운택        | 모르쇠            |                            | 노현정 前 아나운서       |
| 61회 (034)  | 2006년 | 1월 17일  | 이휘재,탁재훈,정형돈               | 최민수,여현수,이성재               | 식겁,어중이떠중이 |                            | 노현정 前 아나운서       |
| 62회 (035)  | 2006년 | 1월 24일  | 이휘재,탁재훈,정형돈               | 박준규,이성진,이종원               | 괴발개발          |                            | 노현정 前 아나운서       |
| 설특집      | 2006년 | 1월 30일  | 이휘재,탁재훈(특별MC)              | 이혜영,정선희,최여진,현영          | 딴죽              |                            |                          |
| 63회 (036)  | 2006년 | 1월 31일  | 이휘재,탁재훈,정형돈               | 김수로,손병호,임형준               | 천둥벌거숭이      |                            | 노현정 前 아나운서       |
| 64회 (037)  | 2006년 | 2월 7일   | 이휘재,탁재훈,정형돈               | 김정민,이승철,봉태규               | 무플              |                            | 노현정 前 아나운서       |
| 65회 (038)  | 2006년 | 2월 14일  | 이휘재,탁재훈,임형준               | 이한위,조재현,장현성               | 들입다            |                            | 노현정 前 아나운서       |
| 66회 (039)  | 2006년 | 2월 21일  | 이휘재,탁재훈,정형돈               | 박상면,강성진,이승기               | 두루뭉수리        |                            | 노현정 前 아나운서       |
| 67회 (040)  | 2006년 | 2월 28일  | 이휘재,탁재훈,정형돈,이재훈        | 이재룡,천정명                      | 본새              |                            | 노현정 前 아나운서       |
| 68회 (041)  | 2006년 | 3월 7일   | 이휘재,탁재훈,신정환               | 이효리,김종민                      | 삐대다,타박       | 신정환 복귀                | 노현정 前 아나운서       |
| 69회 (042)  | 2006년 | 3월 14일  | 이휘재,탁재훈,신정환,정형돈        | 김장훈,이혁재                      | 벌충              |                            | 노현정 前 아나운서       |
| 70회 (043)  | 2006년 | 3월 21일  | 이휘재,탁재훈,신정환,정형돈        | 이영하,정준                        | 헛물켜다          |                            | 노현정 前 아나운서       |
| 71회 (044)  | 2006년 | 3월 28일  | 이휘재,탁재훈,신정환,정형돈        | 안재모,윤은혜                      | 추레하다          |                            | 노현정 前 아나운서       |
| 72회 (045)  | 2006년 | 4월 4일   | 이휘재,탁재훈,신정환,정형돈        | 황정민,류승범                      | 투미하다          |                            | 노현정 前 아나운서       |
| 73회 (046)  | 2006년 | 4월 11일  | 이휘재,탁재훈,신정환,정형돈        | 김태우,김태균                      | 알음알음          |                            | 노현정 前 아나운서       |
| 74회 (047)  | 2006년 | 4월 18일  | 이휘재,탁재훈,신정환,정형돈        | 임하룡,김수미,신현준               | 주야장천,애먼     |                            | 노현정 前 아나운서       |
| 75회 (048)  | 2006년 | 4월 25일  | 이휘재,탁재훈,신정환,정형돈,임형준 | 차승원                             | 야멸치다          |                            | 노현정 前 아나운서       |
| 76회 (049)  | 2006년 | 5월 2일   | 이휘재,탁재훈,신정환,정형돈        | 브라이언,토니안                    | 허섭스레기        |                            | 노현정 前 아나운서       |
| 77회 (050)  | 2006년 | 5월 9일   | 이휘재,탁재훈,신정환,정형돈,임형준 | 류시원                             | 총각              | 일본특집 1탄               | 노현정 前 아나운서       |
| 78회 (051)  | 2006년 | 5월 16일  | 이휘재,탁재훈,신정환,정형돈,임형준 | 류시원                             | 과세              | 일본특집 2탄               | 노현정 前 아나운서       |
| 79회 (052)  | 2006년 | 5월 23일  | 이휘재,탁재훈,신정환,정형돈        | 김재원,정태우                      | 직찍(사)          |                            | 노현정 前 아나운서       |
| 80회 (053)  | 2006년 | 5월 30일  | 이휘재,탁재훈,신정환,정형돈        | 양동근,김성수                      | 뜨악하다          |                            | 노현정 前 아나운서       |
| 81회 (054)  | 2006년 | 6월 6일   | 이휘재,탁재훈,신정환,정형돈        | 조인성,진구                        | 댓바람            |                            | 노현정 前 아나운서       |
| 83회 (055)  | 2006년 | 6월 20일  | 이휘재,탁재훈,신정환,정형돈        | 김종서,김C                         | 숫제              |                            | 노현정 前 아나운서       |
| 84회 (056)  | 2006년 | 6월 27일  | 이휘재,탁재훈,신정환,정형돈        | 이동욱,송윤아                      | 차지다            |                            | 노현정 前 아나운서       |
| 85회 (057)  | 2006년 | 7월 4일   | 이휘재,탁재훈,신정환,정형돈        | 태진아,송대관                      | 스샷              |                            | 노현정 前 아나운서       |
| 86회 (058)  | 2006년 | 7월 11일  | 이휘재,탁재훈,신정환,정형돈        | 이계인,독고영재                    | 까라지다          |                            | 노현정 前 아나운서       |
| 87회 (059)  | 2006년 | 7월 18일  | 이휘재,탁재훈,신정환,정형돈        | 이지훈,강타                        | 얼치기            |                            | 노현정 前 아나운서       |
| 88회 (060)  | 2006년 | 7월 25일  | 이휘재,탁재훈,신정환,정형돈        | 조혜련,신애라                      | 저지레,복불복     |                            | 노현정 前 아나운서       |
| 89회 (061)  | 2006년 | 8월 1일   | 이휘재,탁재훈,신정환,정형돈        | 이경규,김창렬                      | 내발리다          | 노현정 휴가                | 최송현(32기)(특별MC)     |
| 90회 (062)  | 2006년 | 8월 8일   | 이휘재,탁재훈,신정환,정형돈        | 배기성,이정                        | 싸하다            | 납량특집                   | 노현정 前 아나운서       |
| 91회 (063)  | 2006년 | 8월 15일  | 이휘재,탁재훈,신정환,정형돈        | 이민우,앤디                        | 열없다            |                            | 노현정 前 아나운서       |
| 92회 (064)  | 2006년 | 8월 22일  | 이휘재,탁재훈,신정환,정형돈        | MC몽,이천희,박건형                 | 수틀리다          |                            | 노현정 前 아나운서       |
| 93회 (065)  | 2006년 | 8월 29일  | 이휘재,탁재훈,신정환,정형돈        | 박수홍,박경림                      | 넙데데하다        |                            | 노현정 前 아나운서       |
| 94회 (066)  | 2006년 | 9월 5일   | 이휘재,탁재훈,신정환,정형돈        | 신현준,공형진                      | 보깨다            | 노현정 하차                | 노현정 前 아나운서       |
| 95회 (067)  | 2006년 | 9월 12일  | 이휘재,탁재훈,신정환,정형돈        | 주현,박준규                        | 고깝다            | 백승주 투입                | 백승주(29기) 아나운서    |
| 96회 (068)  | 2006년 | 9월 19일  | 이휘재,탁재훈,신정환,정형돈        | 신해철,싸이                        | 국으로            |                            | 백승주(29기) 아나운서    |
| 97회 (069)  | 2006년 | 9월 26일  | 이휘재,탁재훈,신정환,정형돈        | 김원희,신이                        | 지르잡다          |                            | 백승주(29기) 아나운서    |
| 98회 (070)  | 2006년 | 10월 3일  | 이휘재,탁재훈,신정환,정형돈        | 박미선,김자옥                      | 마침맞다          |                            | 백승주(29기) 아나운서    |
| 99회 (071)  | 2006년 | 10월 10일 | 이휘재,탁재훈,신정환,정형돈        | 한석준, 이지연(中), 강수정, 고민정 |                   | 커플 우리말 대결(아나운서) | 백승주(29기) 아나운서    |
| 100회 (072) | 2006년 | 10월 17일 | 이휘재,탁재훈,신정환,정형돈        |                                    | 물꼬              |                            | 백승주(29기) 아나운서    |
| 101회 (073) | 2006년 | 10월 24일 | 이휘재,탁재훈,신정환,정형돈        | 김수로,이선균                      | 짤방              |                            | 백승주(29기) 아나운서    |
| 102회 (074) | 2006년 | 10월 31일 | 이휘재,탁재훈,신정환,정형돈        | 주영훈,이윤석                      | 덤터기            |                            | 백승주(29기) 아나운서    |
| 103회 (075) | 2006년 | 11월 7일  | 이휘재,탁재훈,신정환,천명훈        | 허참,이홍렬                        | 중뿔나다          |                            | 백승주(29기) 아나운서    |
| 104회 (076) | 2006년 | 11월 14일 | 이휘재,탁재훈,신정환,정형돈,천명훈 | 비                                 | 뭉뚱그리다        |                            | 백승주(29기) 아나운서    |
| 105회 (077) | 2006년 | 11월 21일 | 이휘재,탁재훈,신정환,정형돈        | 엄정화,세븐                        | 데데하다          |                            | 백승주(29기) 아나운서    |
| 106회 (078) | 2006년 | 11월 28일 | 이휘재,탁재훈,신정환,정형돈        | 양희은,송은이                      | 본데없다          |                            | 백승주(29기) 아나운서    |
| 107회 (079) | 2006년 | 12월 5일  | 이휘재,탁재훈,신정환,정형돈        | 박철,이훈                          | 어사무사하다      |                            | 백승주(29기) 아나운서    |
| 108회 (080) | 2006년 | 12월 19일 | 이휘재,탁재훈,신정환,김종민        | 임현식,지현우                      | 물색없다          |                            | 백승주(29기) 아나운서    |
| 109회 (081) | 2006년 | 12월 26일 | 이휘재,탁재훈,신정환,정형돈        | 지진희,염정아                      | 너나들이          |                            | 백승주(29기) 아나운서    |
| 110회 (082) | 2007년 | 1월 2일   | 이휘재,신정환,정형돈,토니안        | MC몽,이한위,주영훈,브라이언        |                   | 짝꿍대결                   | 백승주(29기) 아나운서    |
| 111회 (083) | 2007년 | 1월 9일   | 이휘재,탁재훈,신정환,이병진        | 박준형,정종철,장동민,유세윤        |                   | 받아쓰기,읽기 특집         | 백승주(29기) 아나운서    |
| 112회 (084) | 2007년 | 1월 16일  | 이휘재,탁재훈,신정환,정형돈        | 전진,박상민                        | 예제없다          |                            | 백승주(29기) 아나운서    |
| 113회 (085) | 2007년 | 1월 23일  | 이휘재,탁재훈,신정환,정형돈        | 신승훈,이승환                      | 짜깁기            |                            | 백승주(29기) 아나운서    |
| 114회 (086) | 2007년 | 1월 30일  | 이휘재,탁재훈,신정환,정형돈        | 차태현,이소연                      | 한갓지다          |                            | 백승주(29기) 아나운서    |
| 115회 (087) | 2007년 | 2월 6일   | 이휘재,탁재훈,신정환,정형돈        | 권오중,신현준                      | 자잘하다          |                            | 백승주(29기) 아나운서    |
| 116회 (088) | 2007년 | 2월 13일  | 이휘재,탁재훈,신정환,정형돈        | 김석훈,김성은                      | 날탕              |                            | 백승주(29기) 아나운서    |
| 117회 (089) | 2007년 | 2월 20일  | 이휘재,탁재훈,신정환,정형돈        | 공형진,이혜영                      | 단출하다          |                            | 백승주(29기) 아나운서    |
| 118회 (090) | 2007년 | 2월 27일  | 이휘재,탁재훈,신정환,정형돈        | 윤종신,김현철                      | 생때같다          |                            | 백승주(29기) 아나운서    |
| 119회 (091) | 2007년 | 3월 6일   | 이휘재,탁재훈,신정환,정형돈        | 김진수,유진                        | 헤살              |                            | 백승주(29기) 아나운서    |
| 120회 (092) | 2007년 | 3월 13일  | 이휘재,탁재훈,신정환,정형돈        | 김제동,이효리                      | 용심              |                            | 백승주(29기) 아나운서    |
| 121회 (093) | 2007년 | 3월 20일  | 이휘재,탁재훈,신정환,정형돈        | 차승원,유해진                      | 덜덜이            |                            | 백승주(29기) 아나운서    |
| 122회 (094) | 2007년 | 3월 27일  | 이휘재,탁재훈,신정환,홍록기        | 이다해,이지훈                      | 곱다시            |                            | 백승주(29기) 아나운서    |
| 123회 (095) | 2007년 | 4월 3일   | 이휘재,탁재훈,신정환,정형돈        | 정찬우,이승철                      | 어기차다          |                            | 백승주(29기) 아나운서    |
| 124회 (096) | 2007년 | 4월 10일  | 이휘재,탁재훈,신정환,정형돈        | 김건모,이재훈                      | 분탕질            |                            | 백승주(29기) 아나운서    |
| 125회 (097) | 2007년 | 4월 17일  | 이휘재,탁재훈,신정환,정형돈        | 김장훈,현영                        | 댕돌같다          |                            | 백승주(29기) 아나운서    |
| 126회 (098) | 2007년 | 4월 24일  | 이휘재,탁재훈,신정환,정형돈        | 이영자,홍진경                      | 자발없다          | 백승주,정형돈 하차         | 백승주(29기) 아나운서    |
| 127회 (099) | 2007년 | 5월 1일   | 이휘재,탁재훈,신정환,김종민        | 윤도현,조민기                      | 흐벅지다          | 최송현 투입                | 최송현(32기) 前 아나운서 |
| 128회 (100) | 2007년 | 5월 8일   | 이휘재,탁재훈,신정환,유세윤        | 임채무,옥주현                      | 잔망스럽다        | 유세윤 투입                | 최송현(32기) 前 아나운서 |
| 129회 (101) | 2007년 | 5월 15일  | 이휘재,탁재훈,신정환,유세윤        | 김구라,이현우                      | 식언              |                            | 최송현(32기) 前 아나운서 |
| 130회 (102) | 2007년 | 5월 22일  | 이휘재,탁재훈,신정환,유세윤        | 이기찬,아이비                      | 얼러치다          |                            | 최송현(32기) 前 아나운서 |
| 131회 (103) | 2007년 | 5월 29일  | 이휘재,탁재훈,신정환,유세윤        | 김흥국,이정                        | 츄릅              |                            | 최송현(32기) 前 아나운서 |
| 132회 (104) | 2007년 | 6월 5일   | 이휘재,탁재훈,신정환,유세윤        | 강지환,한지민                      | 오줄없다          |                            | 최송현(32기) 前 아나운서 |
| 133회 (105) | 2007년 | 6월 12일  | 이휘재,탁재훈,신정환,유세윤        | 서경석,채연                        | 잡도리            |                            | 최송현(32기) 前 아나운서 |
| 134회 (106) | 2007년 | 6월 19일  | 이휘재,탁재훈,신정환,유세윤        | 김종서,이적                        | 흰소리            |                            | 최송현(32기) 前 아나운서 |
| 135회 (107) | 2007년 | 6월 26일  | 이휘재,탁재훈,신정환,유세윤        | 배종옥,하유미                      | 애면글면          |                            | 최송현(32기) 前 아나운서 |
| 136회 (108) | 2007년 | 7월 3일   | 이휘재,탁재훈,신정환,유세윤        | 강정화,홍수아                      | 스압              |                            | 최송현(32기) 前 아나운서 |
| 137회 (109) | 2007년 | 7월 10일  | 이휘재,탁재훈,신정환,유세윤        | 박신혜,김성은,이현지,강유미        |                   | 납량특집 1탄               | 최송현(32기) 前 아나운서 |
| 139회 (110) | 2007년 | 7월 17일  | 이휘재,탁재훈,신정환,유세윤        | 박신혜,김성은,이현지,강유미        | 까무룩            | 납량특집 2탄               | 최송현(32기) 前 아나운서 |
| 140회 (111) | 2007년 | 7월 24일  | 이휘재,탁재훈,신정환,유세윤        | 배철수,김C                         | 빙충맞다          |                            | 최송현(32기) 前 아나운서 |
| 141회 (112) | 2007년 | 7월 31일  | 이휘재,탁재훈,신정환,유세윤        | 임하룡,심형래                      | 쏘개질            |                            | 최송현(32기) 前 아나운서 |
| 142회 (113) | 2007년 | 8월 7일   | 이휘재,탁재훈,신정환,유세윤        | 정준호,임형준,고은아               | 언죽번죽          |                            | 최송현(32기) 前 아나운서 |
| 143회 (114) | 2007년 | 8월 14일  | 이휘재,탁재훈,신정환,유세윤        | 엄정화,박용우,한채영,이동건        | 우렁잇속          |                            | 최송현(32기) 前 아나운서 |
| 144회 (115) | 2007년 | 8월 21일  | 이휘재,탁재훈,신정환,유세윤        | 신성록,윤지민,염정아               | 중씰하다          |                            | 최송현(32기) 前 아나운서 |
| 145회 (116) | 2007년 | 8월 28일  | 이휘재,탁재훈,신정환,유세윤        | 백지영,조혜련                      | 매조지다          |                            | 최송현(32기) 前 아나운서 |
| 146회 (117) | 2007년 | 9월 4일   | 이휘재,탁재훈,신정환,유세윤        | 봉태규,정려원                      | 입찬말            |                            | 최송현(32기) 前 아나운서 |
| 147회 (118) | 2007년 | 9월 11일  | 이휘재,탁재훈,신정환,유세윤        | 남진,박현빈                        | 대거리            |                            | 최송현(32기) 前 아나운서 |
| 148회 (119) | 2007년 | 9월 18일  | 이휘재,탁재훈,신정환,유세윤        | 하춘화,장윤정                      | 덜름하다          | 코너 마지막                | 최송현(32기) 前 아나운서 |

### 2기
2008년 4월 8일 176회부터 〈상상더하기〉라는 이름으로 변경되면서 동시에 2기가 시작되었다. 초창기에는 시즌1과 달리 아나운서가 나오지 않았고 이휘재, 유세윤이 하차한 대신에 1기에 고정출연했던 신정환, 탁재훈을 축으로 하고 이효리를 새로 영입, 포맷도 변경되었다. 그리고 2기의 방송 2주차였던 2008년 4월 15일 177회부터 솔비가 이 프로그램에 합류하였다. 그러나 1기보다 당시보다 낮은 시청률, 시청자의 혹평 등으로 2008년 7월 22일 190회부터 사실상 1기 형식의 포맷으로 환원하게 되었고, 이에 따라 이효리, 솔비가 하차하고 이재훈, 김지훈, 이지애 前 아나운서가 새로 진행을 맡게 되었다.
그 뒤 이재훈의 중도하차로 후임에 이수근을 영입하였고, 김지훈도 2월 24일 방송을 끝으로 하차, 그 후임으로 박재정을 영입하였고 이에 따라 코너 포맷도 일부 변경하였다. 이후 박재정과 이지애 前 아나운서가 2009년 10월 6일 250회를 마지막으로 하차하면서, 시즌2가 종료되었다.
한편, 메인 MC 탁재훈이 2009년 9월 14일 시작된 같은 채널 월화 미니시리즈 《공주가 돌아왔다》종영 후 해당 프로그램 공동 진행을 맡아 비난을 샀는데 이 작품은 당초 <웬수와 함께 춤을>이란 제목을 통해 주말 특별기획 드라마 신설작으로 편성될 계획이었지만 《전설의 고향》후속 월화 미니시리즈로 기획된 《아이리스》가 MBC 《선덕여왕》을 피해 수목 미니시리즈로 편성이 바뀌자 《전설의 고향》 후속으로 변경됐으며 국어순화를 주도한다는 KBS 드라마본부의 방침을 통해 《공주가 돌아왔다》로 제목이 변경됐으나 이로 인해 탁재훈은 "겹치기 출연"이란 지적을 받아왔다.

### 코너
- 문제 내러 왔습니다!(176회 ~ 179회) : 게스트가 가져온 시험지 안에 담겨있는 문제에 대해 이야기하는 토크 코너
- 풍덩! 칠드런 송(176회 ~ 181회) : 우리 동요를 영어로 바꿔서 부르는 코너로, 영어 울렁증을 극복하려는 의도로 만든 코너로 우리에게 친숙한 동요를 영어로 바꾸어 친해지는 시간을 갖는 코너이다. 그러나 해피투게더의 인기코너였던 〈쟁반노래방〉과 유사하다는 것과 관련해 논란이 되었다.[11]
- 대결! 상상 이야기(182회 ~ 185회) : 아련한 기억 속의 동화를 되살려 보고 다시 만들기 위해 벌이는 기막힌 이야기 릴레이 코너
- 풍선토크 터질 거예요!(180회 ~ 189회) : 시청자가 참여하는 토크 코너로, 출연자가 풍선통의 손잡이가 돌리면 풍선을 조이기 시작하는데 풍선을 터트린 사람은 시청자의 질문에 무조건 답을 해야하는 코너
- 대박대담(190회 ~ 220회) : 시청자가 원하는 '박'에 쓰인 질문을 해결하는데, 그 질문을 소화하지 못하면 '박'을 깨야만 하는 토크 코너
- 상상 우리말 더하기(190회 ~ 220회) : 무한한 상상력을 이용하여 무심코 쓰는 수많은 외래어에 꼭 어울리는 아름다운 우리말을 붙여보는 코너
- 친절한 사형제(221회 ~ 250회) : '게스트에 의한, 게스트를 위한 토크'라는 목표로 MC들이 각자 맡은 질문을 갖고 게스트를 통해 충분한 이야기를 이끌어내는 코너. 이 과정에서 중간 중간 진행에 대한 평가를 게스트에게 직접 받는다.
- 전국 사투리 자랑(221회 ~ 250회) : 생소한 사투리에 대해 알아가며 지역의 정서를 느끼는 코너다. 매주 선정된 사투리의 뜻을 출연자들이 알아맞히는 방식으로 진행되며 개인전이 아닌 팀전으로 출연자간 아슬아슬한 대결 구도를 연출한다.

### 3기
2009년 10월부터 박재정과 이지애 前 아나운서가 하차하고 김신영이 투입되면서 동시에 시즌3가 시작되었다. 그러나 경쟁 프로그램 강심장에 밀려 결국 폐지가 확정되어, 2010년 1월 26일 265회에 하이라이트 방송분을 끝으로 종영되었고, 후속 프로그램으로 배우 김승우가 진행하는 토크쇼 승승장구가 방송되었다.

### 코너
- 앗! 나의 진심(251회 ~ 264회) : 연속으로 이어지는 질문들에 대해 게스트가 예, 아니오로만 대답한 뒤 질문이 끝나고 그에 대한 부연 설명을 하는 형식의 토크 코너.
- 일석이조 앞마당 퀴즈(251회 ~ 252회) : 세대 간의 언어 격차를 좁히기 위해 기획된 코너로 매주 전국 각지에서 노부부를 초대, MC들과 팀을 이뤄 황현희가 출제하는 '신세대 용어'의 뜻을 맞히는 퀴즈. 2009년 여름 특집에서 처음 선보였는데 반응이 좋아 3기의 코너로 자리 잡았으나, 3기 때 큰 호응을 얻지 못해 '앗! 나의 동영상'으로 대체되었다.
- 앗! 나의 동영상(255회 ~ 256회) : 일석이조 앞마당 퀴즈가 큰 호응을 얻지 못하자 새로 선보인 코너. 매회에 출연하는 게스트의 브라운관 밖 모습을 리얼하게 담은 동영상을 보며 MC들이 퀴즈를 맞히는 형식이다.

## 출판
제작진이 공식적으로 발간한 단행본은 다음과 같다.
- 《상상플러스 세대공감 OLD & NEW》(ISBN 8970904832)

## 논란
- 2006년 4월 4일 방송에서 이휘재가 정형돈에게 손가락 욕을 하여 물의를 빚었다.[14]
- 2009년 신정환이 녹화 중 말한 비속어가 편집되지 않은 채, 방송에 나가 논란이 되었으며,[15] 메인 MC 탁재훈이 그 해 9월 14일부터 11월 3일까지 해당 프로그램 앞시간에 방송된 월화 미니시리즈 《공주가 돌아왔다》 종영 후 해당 프로그램에 겹치기 출연하여[16] 따끔한 눈초리를 샀는데 이 작품은 당초 주말 특별기획 드라마 신설작으로 내정되었지만 MBC 《선덕여왕》을 피해[17] 수목 미니시리즈로 편성이 바뀐 《아이리스》 자리에 대타로 들어갔으며, <웬수와 함께 춤을>이란 제목이 거론되었으나 국어순화를 주도한다는 KBS의 방침을 통해 제목이 변경되었다.[18]

## 참고 사항
- 해당 프로그램이 신설되면서 대한민국 1교시는 2004년 11월 6일부터 매주 토요일 오후 5시 50분으로 옮겨갔는데[19] 유재석이 이 프로그램과 <상상더하기>(당시 상상플러스)(유재석 1인 체제로 꾸며갈 예정이었음) MC 물망에 한때 거론되었다.

## 수상 경력
2005년
- 제 4회 KBS 연예대상
- 쇼 오락 부문 최우수 코너상 : 세대공감 OLD & NEW
- 쇼 오락 부문 신인상 : 노현정
- 쇼 오락 부문 최우수상 : 탁재훈

2006년
- 제 5회 KBS 연예대상
- 시청자가 뽑은 베스트 프로그램상 : 상상더하기
- 쇼 오락 부문 최우수상 : 이휘재
- 제33회 한국방송대상 TV연예오락부문 우수작품상

2007년
- 제6회 KBS 연예대상
- 대상 : 탁재훈
- 쇼 오락 부문 신인상 : 최송현

2008년
- 제 7회 KBS 연예대상
- 쇼 오락 부문 신인상 : 이수근, 이지애

2009년
- 제 8회 KBS 연예대상
- 쇼 오락 부문 신인상 : 김신영
- 쇼 오락 부문 우수상 : 이수근